# Danza Invisible
A Danza Invisible egy spanyol újhullámos együttes, ami 1981-ben alapult Torremolinoszon. Az együttes a kor Spanyolországának legjelentősebb ellenkultúrális mozgalmának a La movida madrileña részeként alakult meg.

## Történet
Az együttest Ricardo Texidó alapította, és Javier Ojedával együtt lettek az együttes meghatározó emberei. Az első albumuk 1982-ben jelent meg a Sueños. Az 1986-as Música de contrabando albumuk elhozták az együttes első sikerét: A Sin aliento című dalok Spanyolországban és Latin-Amerikában is népszerű lett.
Az 1988-as A tu alcance albumuk platinalemezt kapott, Mexikóban adott koncertet az együttes. 

## Diszkográfia

### Nagylemezek
- Sueños (1982)
- Contacto interior (1983)
- Lo mejor de Danza Invisible (1983)
- Al amanecer (1983)
- Maratón (1985)
- Música de contrabando (1986)
- Directo (1987)
- A tu alcance (1988)
- 1984-1989 (1989)
- Catalina (1990)
- Bazar (1991)
- Clima raro (1993)
- Al compás de la banda (1995)
- Por ahora (1996)
- En equilibrio (1998)
- Grandes éxitos (2000)
- Efectos personales (2001)
- Pura danza (2003)
- Tía Lucía (2010)
- Treinta Tacos (2012)
- Danza Total (2013)

### Kislemezek
- Tinieblas En Negro (1982)
- Tiempo De Amor (1983)
- Al Amanecer (1983)
- Danza Invisible (1983)
- El Ángel Caído (1985)
- Espuelas (1986)
- Sin aliento (1986)
- Ocio Y Negocio (1986)
- Agua Sin Sueño (1986)
- El Joven Nostálgico (1986)
- Hay Un Lugar (1987)
- El Fin Del Verano (1987)
- El Ángel Caído (1987)
- El Club Del Alcohol (1987)
- Reina del Caribe (1988)
- Sabor de amor (1988)
- A este lado de la carretera (1988)
- El brillo de una canción (1989)
- No Habrá Más Fiestas Para Mañana (1989)
- Catalina (1990)
- Soy Como Dos (1990, con Los Secretos)
- Naturaleza muerta (1990, con Los Raperos Del Sur)
- En celo (1990)
- Yolanda (1991)
- Diez Razones Para Vivir (1991)
- La Deuda De La Mentira (1991)
- Bodegón (1991)
- Fiesta Después De La Fiesta (1992)
- Solo El Amor Te Hará Llorar (1992)
- El Orden Del Mundo (1993)
- Amor De Madre (1993)
- Salsa Rosa (1993)
- La Estanquera Del Puerto (1994)
- Extraños De Madrugada (1996)
- A Sudar (1996)
- Por Ahí Se Va (1998)
- Junto A Ti (1998)
- Libro Abierto (1998)
- ¿Cuánto, Cuánto? (2001)
- Pero Ahora... (2001)